# Il Natale di Poirot
Il Natale di Poirot (titolo originale Hercule Poirot's Christmas) è un romanzo poliziesco scritto da Agatha Christie e pubblicato nel dicembre 1938. È la diciassettesima avventura della serie con protagonista il famoso investigatore belga, qui alle prese col classico delitto della camera chiusa. La premessa è una famiglia riunita per il Natale, dove l'ospite del convegno viene trovato assassinato in una stanza.

## Trama
Simeon Lee, un anziano signore inglese, decide in occasione della festa di Natale, di invitare alcuni suoi figli che non vedeva da più di vent'anni. Il solo rimasto a casa era Alfred con la moglie Lydia. Il primo a giungere è George con la moglie Magdalene, poi arriva Harry, il figlio più scapestrato , dopo David con la moglie Hilda, la figlia di Jennifer, Pilar Estravados e il figlio del vecchio socio in Sudafrica di Simeon, Stephen Farr. Il capofamiglia decide di tenere una riunione stasera, scusandosi per le sue malefatte e facendo indirettamente sapere di voler cambiare il testamento; inizia poi a insultare i suoi figli, per puro divertimento.
In serata giunge a casa Lee il sovraintendente di polizia Sudgen per raccogliere fondi per gli orfani dei poliziotti, ma se ne va subito dopo aver parlato con Simeon. Dopo cena i parenti sentono provenire dalla camera di Simeon un rumore di mobili rovesciati e un grido pietrificante. Tutti corrono di sopra ed Harry, assieme al fratello Alfred, abbattono la porta che è chiusa dall'interno. Nella stanza viene rinvenuto il cadavere di Simeon Lee, del vecchio.
In quel momento sopraggiunge il sovraintendente Sudgen. Egli stesso aveva visto Pilar mentre raccoglieva qualcosa da terra. Dopo aver sequestrato l'oggetto, con l'aiuto di Poirot e del colonnello Johnson, comincia ad interrogare tutti. Dagli interrogatori non viene fuori nulla, tranne Simeon che possedeva dei diamanti custoditi in una cassaforte. Ma nel frattempo le pietre non c'erano più. A questo si aggiunge il fatto che Pilar ha rischiato di morire il giorno dopo a causa di una palla di cannone posizionata sopra la porta della sua camera.
Qualche giorno più tardi si scopre che Stephen non è un Farr, visto che i Farr erano tutti morti, ma un figlio naturale di Simeon. Anche Pilar non è la vera nipote di Simeon, ma una che ne aveva assunto l'identità, dopo che quest'ultima era morta in Spagna uccisa da una bomba. Infine, i diamanti di Simeon vengono rinvenuti per caso in un giardino Giapponese in miniatura di Lydia.
Poirot capisce che l'incidente accaduto a Pilar è opera dell'assassino di Simeon, convinto che Pilar sapesse qualcosa di determinante. Infatti la ragazza, al momento del delitto, si trovava vicino alla stanza di Simeon, nascosta dietro alcune statue, e poiché era vestita di bianco, il signor Farr l'aveva scambiata per una di quelle. La stessa Pilar aveva visto una donna sull'uscio della porta della stanza di Simeon. La donna era Hilda, che tuttavia si dichiara innocente. Tutti i familiari hanno alibi non credibili e moventi che avrebbero potuto portarli ad uccidere Simeon; ma Poirot non esita a scoprire il colpevole.
Simeon era stato un gran donnaiolo e poteva benissimo aver avuto figli illegittimi, come aveva detto lui stesso nella riunione familiare antecedente alla sua morte. Uno di questi era il sovraintendente Sudgen. Divorato dal rancore, aveva finto di andare da Lee per raccogliere i fondi, era entrato nella stanza e aveva ucciso Simeon, sgozzandogli la gola. Poi aveva ammucchiato tutti i mobili, legandoli con un filo che aveva lasciato penzolare dalla finestra, a un cappio del filo aveva legato un palloncino, in modo che quando avesse tirato il filo il palloncino sarebbe caduto e avrebbe emesso l'urlo. Inoltre aveva sparso del sangue animale intorno al cadavere e messo della legna nel camino per tenerlo caldo. Aveva anche teso la trappola a Pilar.

## Personaggi
- Hercule Poirot, investigatore
- Simeon Lee, uomo ricchissimo, proprietario di Gorston Hall
- Tressilian, maggiordomo di casa Lee
- Alfred Lee, figlio di Simeon
- Lydia Lee, moglie di Alfred
- Harry Lee, figlio di Simeon
- George Lee, figlio di Simeon e membro del Parlamento
- Magdalene Lee, moglie di George
- David Lee, figlio di Simeon
- Hilda Lee, moglie di David
- Pilar Estravados, nipote di Simeon
- Horbury, cameriere personale di Simeon
- Stephen Farr, figlio di un vecchio amico di Simeon
- Colonnello Johnson, capo della Polizia
- Sovrintendente Sugden, della Polizia

Presenza dei personaggi
- Il personaggio del Colonnello Johnson era già comparso nel romanzo Tragedia in tre atti ed infatti nel libro viene fatto riferimento all'omicidio di Sir Strange.

## Citazioni
- All'interno del romanzo è citato il commento di Lady MacBeth: «Chi lo avrebbe detto, che il vecchio avesse tanto sangue».
- Della poesia Retribution , di Henry Wadsworth Longfellow, si cita il verso: «I mulini del Signore macinano lentamente».

## Edizioni italiane
- Il Natale di Poirot, traduzione di Enrico Piceni, Collana I Libri Gialli n.231, Milano, Mondadori, marzo 1940. - I Classici del Giallo Mondadori n.284, dicembre 1977; Prefazione e postfazione di Marco Polillo, Collana Oscar n.1108 (Oscar dei Gialli n.48), Mondadori, dicembre 1979; Milano, Euroclub, 1984; Collana Oscar Narrativa (Oscar Scrittori del Novecento, poi Oscar Scrittori Moderni) n.1475, Mondadori, 1995-2003.
- Il Natale di Poirot, traduzione di Oriella Bobba, Milano, Mondadori, 1981. - I Classici del Giallo Mondadori n.572, dicembre 1988; Collana Oscar Scrittori Moderni (dalla XXVIII ristampa), Mondadori, 2009; Collana Oscar Gialli, Mondadori, 2017, ISBN 978-88-046-8318-6.